# Pygeum topengii
Pygeum topengii là loài thực vật có hoa trong họ Hoa hồng. Loài này được Merr. miêu tả khoa học đầu tiên năm 1919.